# Jonesboro (Maine)
Jonesboro – miasto w Stanach Zjednoczonych, w stanie Maine, w hrabstwie Washington.